# Lino Gallardo

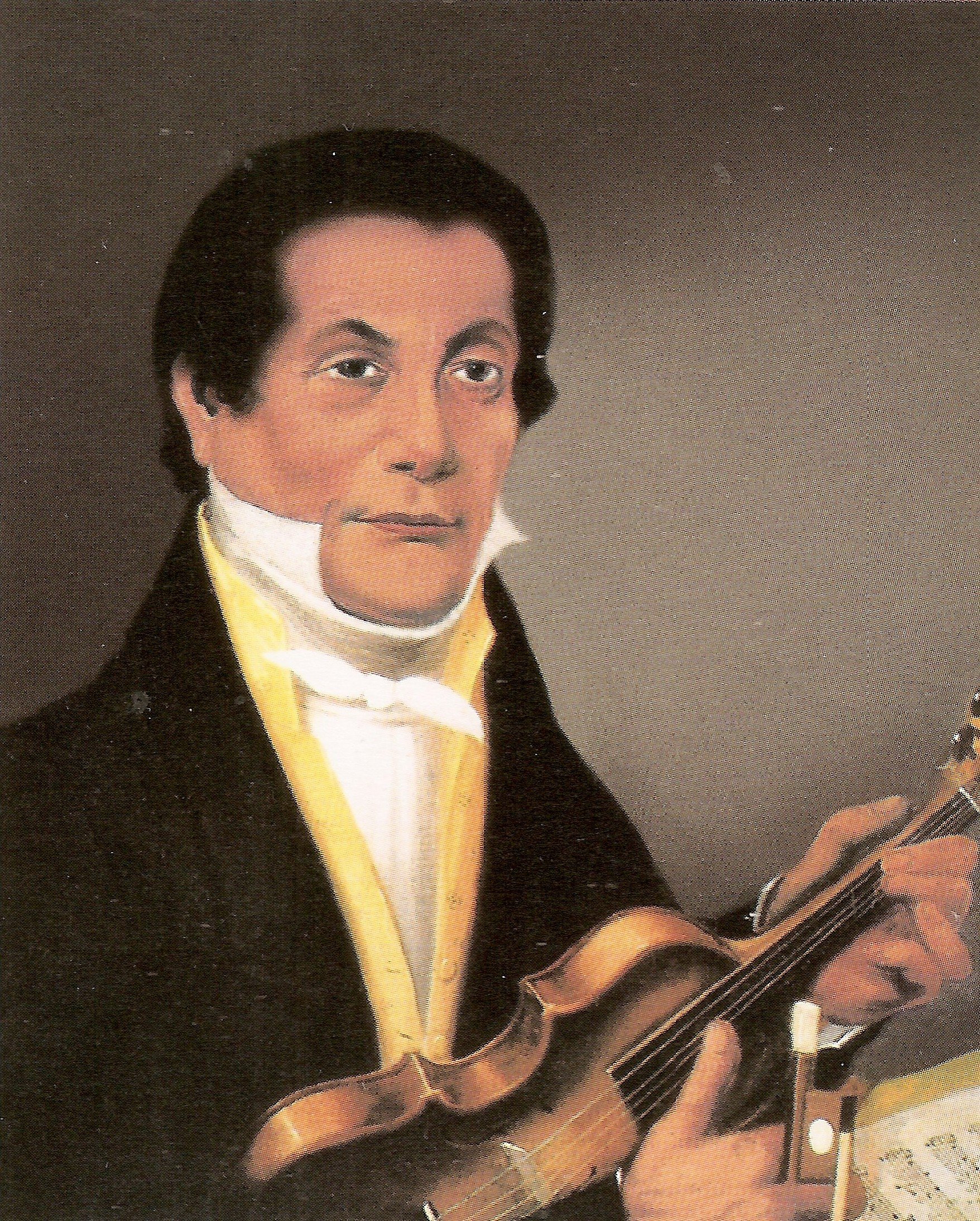
Porträt Lino Gallardos

Lino Gallardo (* 1773 in Ocumare del Tuy; † 22. Dezember 1837 in Caracas) war ein venezolanischer Komponist, Dirigent und Streicher.
Gallardo, dessen Eltern früh starben, wuchs bis 1794 bei Juan Manuel Olivares auf, bei dem er auch seine musikalische Ausbildung erhielt und wirkte dann als Violinist, Cellist, Kontrabassist und Dirigent in Caracas. Er war an den Verschwörungen gegen die spanische Kolonialherrschaft von 1808 und 1810 beteiligt und Mitglied der Sociedad Patriótica.
Er komponierte in dieser Zeit patriotische Gesänge, deren populärster die Canción americana wurde. 1810 gründete er ein Orchester in Caracas, mit dem er Konzerte im Theater der Stadt gab. Nach dem Fall der ersten venezolanischen Republik 1812 kam er in La Guaira in Haft. Nach der Befreiung von Caracas durch Simón Bolívar gründete er 1818 die Sociedad Filarmónica de Caracas, die zugleich als Musikschule und Konzertgesellschaft fungierte. Gallardo wirkte hier zugleich als Direktor des Orchesters und der Musikschule. Einer seiner Schüler war Quintín Rengifo. 1824 wurde er zum maestro mayor de música von Caracas ernannt.
1827 komponierte er einen patriotischen Gesang zu Ehren von Simón Bolívar (Bolívar, la fama elevó); er wird auch – neben Juan José Landaeta – als möglicher Komponist der späteren venezolanischen Nationalhymne Gloria al bravo pueblo genannt.
| Personendaten    | Personendaten                          |
| ---------------- | -------------------------------------- |
| NAME             | Gallardo, Lino                         |
| KURZBESCHREIBUNG | venezolanischer Komponist und Dirigent |
| GEBURTSDATUM     | 1773                                   |
| GEBURTSORT       | Ocumare del Tuy                        |
| STERBEDATUM      | 22. Dezember 1837                      |
| STERBEORT        | Caracas                                |